# Noble Savages
Noble Savages (englisch „edle Wilde“) ist der Name eines Pop/Dance-Projektes, das Erfolge in den 1990er Jahren feierte. Das Duo bestand aus Shirin Valentine (Ex-Viva-VJ) und ihrem Bruder Cyrus Valentine. Zusammen gründeten sie das Projekt im Jahre 1989. Die Musik basiert auf Pop, Reggae und indischen Elementen.
1990 gingen sie auf Tournee mit The Wailers und im Jahre darauf (1991) mit Dr. Alban. Ihr Debütalbum Ahimsa, Justice & A Crazy Horse erschien 1992. Im März 1996 erschien die Single Diggin’ in the Nose, gefolgt von I’m an Indian und Can We Talk aus dem Album Made in India. 1996 waren die Noble Savages Vorband in Indien auf der HIStory World Tour mit Michael Jackson. 1996 gründete Noble Savages eine eigene Produktionsfirma Savage Productions und 1999 einen eigenen Musikverlag Savage Publishing. 